# Прота Милан Ђурић
Прота Милан Ђурић (Заовине, 9. март 1844 — Рим, 30. април 1917) је био српски православни свештеник и народни посланик.
Био је истакнути члан Народне радикалне странке.

## Биографија
Рођен је 9. марта 1844. године у Заовинама на Тари, као четврто дете оца Ђорђа-Ђоке и мајке Тодоре.. Одрастао је у свештеничкој породици. Његово школовање почиње 1852. у Рогачици, тадашњем административном средишту среза Рачанског, где завршава три разреда основне школе. Четврти разред завршава у Ужицу. Четири разреда средње школе завршио је у Првој београдској гимназији (1856-1860) у којој је упознао Петра Карађорђевића, будућег краља и то у време њеног израстања у потпуну Књажеско-српску гимназију Интересовао се за школовање у Војној академији али по традицији своје породице, уписује Богословију 1860. године. Као осамнаестогодишњак учествовао је у борбама када су Турци бомбардовали Београд 1862. Поред свештеничког позива, бавио се политиком, у којој је остао до краја свог живота. Његов идеал је био слобода српског народа и чврсто утемељење државе Србије. Политичку делатност везивао је за Радикалну странку од њеног настанка. Када је 1875. године букнуо Херцеговачки устанак (Невесињска пушка), држао је ватрене говоре, мобилисао људе у добровољачке чете и слао их у Херцеговину. За храброст у српско-турском рату (1876-1878) два пута је одликован. На изборима за Народну скупштину 1878. године изабран је за народног посланика. Током Првог светског рата, повукао се са војском преко Албаније, одатле је отишао у Италију, у Рим, где је и умро 30. априла 1917. године. Његови посмрти остаци пренети су у Србију и уз највеће државне почасти сахрањени у Ужицу 1926. године. О њему су остале у народу многе приче, песме и анегдоте.

## Политичко деловање
Након службе у Заовинама и Карану, 1869. године је премештен у Ужице. Ту је изабран за народног посланика, да то и остане наредних 40 година. Припадао је малобројној али тврдој опозицији, коју је од 1878. године предводио Никола Пашић. Ос оснивања Народне радикалне странке, 1881/82. године па до краја свог живота био је члан њеног Главног одбора и председник њеног посланичког клуба. Довођен је у везу са убиством напредњачког посланика Вељка Јаковљевића (1885). Да би избегао хапшење, отишао је у Црну Гору, а потом у Цариград. Помилован је 1889. и вратио се у Ужице, у коме је доживео све почасти народног борца. Због Ивањданског атентата на краља Милана (1899) био је осуђен на 20 година затвора у тешким оковима и рашчињен у цркви Ружици. Помилован је 1901. године.
Прота је био велики и чест говорник у Народној скупштини. Две његове фасцинације биле су Радикална странка и Русија, у којој је по налогу Николе Пашића и боравио (1877-1888). Учествовао је у ратовима 1912-1914.

## Одликовања
Одликован је многобројним домаћим и страним одликовањима.
- Орден Таковског крста V реда
- Орден Таковског крста са мачевима V реда
- Орден Белог орла IV реда
- Орден Белог орла V реда
- Орден Светог Саве II реда
- Звезда ордена Светог Саве II реда
- Орден Карађорђеве звезде II реда
- Звезда ордена Карађорђеве звезде II реда
- Орден Данила I за независност Црне Горе III реда
- Орден Свете Ане III реда, руски
- Сребрна медаља за храброст 1876
- Златна медаља за храброст 1877
- Сребрна медаља за ревносну службу 1877-1878.
- Златна медаља за ревносну службу 1913
- Споменица рата 1876-1878.
- Медаља за спомен прогласа Краљевине 1883
- Медаља за успомену на 1. април 1893.
- Медаља за успомену избора Петра Карађорђевића за краља Србије 1903.
- Споменица поводом почетка зидања цркве С. Ђорђа на Опленцу 1912
- Златан крст са брилијантима од Кнеза Петра на крштењу првенца Ђорђа Карађорђевића на Цетињу- у емиграцији